# Tagea Brandts Rejselegat
Tagea Brandts Rejselegat (deutsch Tagea Brandts Reisestipendium) ist ein Stipendium, das der Mitinhaber der Brandts Klædefabrik (deutsch Brandts Kleiderfabrik) in Odense Morten Vilhelm Brandt (1854–1921) im Jahr 1905 in Erinnerung an seine Frau Tagea Brandt testamentarisch gestiftet hat. Das Stipendium wird seit 1924 an Frauen vergeben, die sich in Wissenschaft, Musik, Literatur, Kunst und Theater (insbesondere Schauspielerinnen des Königlich Dänischen Theaters) engagiert haben.
Die Frauenrechtlerin Tagea Dorothea Brandt, geborene Rovsing, (1847–1882), starb kurz nach ihrer Hochzeit. Sie war die Tochter von Professor Kristen Rovsing, Politiker und Direktor der Borgerdydskolen und seiner Frau Marie Rovsing, geborene Schack, die eine Zeit lang Vorsitzende der Dänischen Frauengesellschaft (dänisch Dansk Kvindesamfund) war.
Tagea Brandt war bis zu ihrer Heirat Vorsitzende, Inspektorin und Sekretärin der Kvindelig Læseforening (deutsch Frauen Lesevereinigung). Die Ehe mit Vilhelm Brandt wurde 1881 geschlossen und hielt ein Jahr, als Tagea Brandt erkrankte und 1882 starb.

## Verleihungsgrundsätze
Tagea Brandts Rejselegat wird jährlich am 17. März (dem Geburtstag von Tagea Brandt) als Ehrengeschenk an Frauen verliehen, die einen bedeutenden Beitrag in Wissenschaft, Literatur oder Kunst geleistet haben.

„Das Stipendium sollte nur an Frauen vergeben werden, die in irgendeinem Bereich etwas wirklich Bedeutendes geleistet haben oder – im Falle von Wissenschaftlerinnen, Künstlerinnen und Musikerinnen – die nach ihren wissenschaftlichen und künstlerischen Qualifikationen sich deutlich über das Mittelmaß erheben. Das Stipendium wird an Wissenschaftlerinnen mit offiziellen oder gleichwertigen Abschlüssen, Künstlerinnen in bildender Kunst oder Musik, Schriftstellerinnen oder Künstlerinnen am Königlich Dänischen Theater vergeben.“

Das Stipendium soll in einem libertären, aber konservativen Geist vergeben werden.

### Preisgeld
Basierend auf einem gebundenen Stipendienvermögen von 3 Millionen Dänischen Kronen (DKK) werden jährlich 2 bis 3 Frauen ausgezeichnet. Die erste Verleihung erfolgte 1924 mit einem Preisgeld in Höhe von 10.000 DKK, im Jahr 1958 erhöht auf 15.000 DKK, 1967 auf 25.000 DKK, später 50.000 DKK, heute 75.000 DKK (zurzeit ca. 10.000 Euro). Das Reisestipendium ist auch heute noch in Dänemark mit einem Preisgeld von 75.000 DKK eines der größten Ehrengeschenke, das Frauen ohne Antrag erhalten können.

## Liste der mit demTagea Brandts Rejselegatausgezeichneten Frauen

### 1920er Jahre
- 1924: Anna Ancher (1859–1935) und Ellen Jørgensen (1877–1948)
- 1925: Betty Hennings (1850–1939) und Kirstine Meyer (1861–1941)
- 1926: Elisabeth Dons (1864–1942) und Anne Marie Carl Nielsen (1863–1945)
- 1927: Marie Bregendahl (1867–1940), Anna Hude (1858–1934), Gyrithe Lemche (1866–1945), Karin Michaëlis (1872–1950)
- 1928: Agnes Adler (1865–1935), Lis Jacobsen (1882–1961), Oda Nielsen (1851–1936), Agnes Slott-Møller (1862–1937)
- 1929: Ellen Beck (1873–1953), Betty Nansen (1873–1943), Sofie Rostrup (1857–1940), Johanne Stockmarr (1869–1944)

### 1930er Jahre
- 1930: Anna Bloch (1868–1953), Marie Krogh (1874–1943), Ingeborg Plockross Irminger (1872–1962)
- 1931: Ada Adler (1878–1946), Gunna Breuning-Storm (1891–1966), Astrid Ehrencron-Kidde (1874–1960)
- 1932: Tenna Kraft (1885–1954), Hortense Panum (1856–1933), Emilie Ulrich (1872–1952), Olga Wagner (1873–1963), Elna Ørnberg (1890–1969)
- 1933: Helvig Kinch (1872–1956), Edith Rode (1879–1956), Ingeborg Maria Sick (1858–1951), Birgit Trolle (1873–1934)
- 1934: Karen Bramson (1875–1936), Marie Henriques (1866–1944), Johanne Krarup-Hansen (1870–1958), Eli Møller (1863–1941), Ida Møller (1872–1947)
- 1935: Bodil Ipsen (1889–1964), Thit Jensen (1876–1957), Lilly Lamprecht (1887–1976), Valfrid Palmgren Munch–Petersen (1877–1967), Jonna Neiiendam (1872–1938), Johanne Ostenfeld Christiansen (1882–1962)
- 1936: Elna Borch (1869–1950), Valborg Borchsenius (1872–1949), Karen Callisen (1882–1970), Ebba Carstensen (1885–1967), France Ellegaard (1913–1999)
- 1937: Birgit Engell (1882–1973), Astrid Friis (1893–1966), Nathalie Krebs (1895–1978), Clara Pontoppidan (1883–1975), Anna Schytte (1877–1953)
- 1938: Johanne Brun (1874–1954), Inge Lehmann (1888–1993), Gerda Ploug Sarp (1881–1968), Ulla Poulsen Skou (1905–2001), Christine Swane (1876–1960)
- 1939: Karen Blixen (1885–1962), Elisif Fiedler (1865–1942), Ingeborg Nørregaard Hansen (1874–1941), Ingeborg Steffensen (1888–1964), Hedvig Lidforss Strömgren (1877–1967), Julie Vinter Hansen (1890–1960)

### 1940er Jahre
- 1940: Bertha Dorph (1875–1960), Olivia Holm-Møller (1875–1970), Astrid Noack (1888–1954), Else Skouboe (1898–1950)
- 1941: Anna E. Munch (1876–1960), Elisabeth Neckelmann (1884–1956), Sigrid Neiiendam (1868–1955), Sofie Rifbjerg (1886–1981), Liva Weel (1897–1952)
- 1942: Thyra Eibe (1866–1955), Margrethe Gøthgen (1907–1965), Else Højgaard (1906–1979), Karin Nellemose (1905–1993), Elisabeth Svensgaard (1894–1952)
- 1943: Karen Marie Hansen (1881–?), Ellen Hartmann (1895–1982), Elisabeth Schmedes (1870–1966), Dagmar Starcke (1899–1975), Marie Weitze (1904–?)
- 1944: Ellinor Bro Larsen (1906–1983), Margot Lander (1910–1961), Mary Schou (1879–1960), Johanne Skovgaard (1879–1966)
- 1945: Inger Margrethe Boberg (1900–1957), Else Brems (1908–1995), Hulda Lütken (1896–1946), Else Schøtt (1895–1989), Ellen Thomsen (1906–1990)
- 1946: Esther Ammundsen (1906–1992), Fanny Halstrøm (1903–1982), Gerda Henning (1891–1951), Júlíana Sveinsdottir (1889–1966)
- 1947: Erna Christensen (1906–1967), Elisabeth Hude (1894–1976), Ellen Birgitte Nielsen (* 1924), Ebba Wilton (1896–1951)
- 1948: Lis Ahlmann (1894–1979), Anna Borg (1903–1963), Henny Glarbo (1884–1955), Aase Hansen (1893–1981)
- 1949: Dorothy Larsen (1911–1990), Edith Oldrup Pedersen (1912–1999), Agnete Varming (1897–1983)

### 1950er Jahre
- 1950: Augusta Unmack (1896–1990)
- 1951: Ellen Gottschalch (1894–1981) und Margrethe Hald (1897–1982)
- 1952: Ingeborg Brams (1921–1989) und Bodil Kjer (1917–2003)
- 1953: Tove Ditlevsen (1917–1976)
- 1954: Else Jena (1904–1993), Inger Møller (1886–1979), Else Kai Sass (1912–1987)
- 1955: Marlie Brande (1911–1979), Marie Gudme Leth (1895–1997), Hilde Levi (1909–2003)
- 1956: Marie Hammer (1907–2002), Elise Heide–Jørgensen (* 1924), Elsa Sigfuss (1908–1979), Gertrud Vasegaard (1913–2007)
- 1957: Else Marie Bruun (1911–2007), Sophie Petersen (1885–1965), Anne Marie Telmányi (1893–1983)
- 1958: Helga Ancher (1883–1964), Sigrid Flamand Christensen (1904–1994), Ellen Gilberg (1914–2007), Ruth Guldbæk (1919–2006), Herdis von Magnus (1912–1992)
- 1959: Eli Fischer-Jørgensen (1911–2010), Jolanda Rodio (1914–2000), Lilian Weber Hansen (1911–1987)

### 1960er Jahre
- 1960: Lise Engbæk (1914–1980), Tove Ólafsson (1909–1992), Ragna Rask–Nielsen (1900–1998), Marie Wandel (1899–1963)
- 1961: Else Alfelt (1910–1974), Henny Harald Hansen (1900–1993), Elise Wesenberg-Lund (1896–1969)
- 1962: Gudrun Brun (1906–1993), Lisa Engqvist (1914–1989), Tutter Givskov (* 1930), Margrethe Schanne (1921–2014)
- 1963: Erna Bach (1902–?), Maria Garland (1889–1967), Anna Klindt Sørensen (1899–1985), Toni Lander (1931–1985)
- 1964: Lisbeth Munch–Petersen (1909–1997), Sole Munck (1908–1985), Jane Muus (1919–2007), Liselotte Selbiger (1906–2008)
- 1965: Grethe Hjort (1903–1967), Inge Hvid-Møller (1912–1970), Berthe Qvistgaard (1910–1999), Eva Stæhr–Nielsen (1911–1976)
- 1966: Franciska Clausen (1899–1986), Alette Garde (1889–1972), Elsa Gress (1919–1988), Bodil Jerslev Lund (1919–2005), Dora Sigurdsson (1893–1985), Agnete Zacharias (1889–1975)
- 1967: Kirsten Hermansen (1930–2015), Inge Lehmann (1888–1993), Lise Ringheim (1926–1994), Sally Salminen (1906–1976)
- 1968: Else Margrete Gardelli (1922–1971), Anna Lærkesen (1942–2016), Agnete Munch–Petersen (1917–2004)
- 1969: Tove Birkelund (1928–1986), Gutte Eriksen (1918–2008), Bonna Søndberg (* 1933), Susse Wold (* 1938)

### 1970er Jahre
- 1970: Margrethe Lomholt (1903–1990), Kirsten Simone (* 1934), Esther Vagning (1905–1986), Lily Weiding (1924–2021)
- 1971: Lone Koppel (* 1938), Sonja Ferlov Mancoba (1911–1984), Grete Olsen (1912–2010), Elsa-Marianne von Rosen (1924–2014)
- 1972: Grethe Krogh (1928–2018), Birgitte Price (1934–1997), Kirsten Rosendal (1914–2006)
- 1973: Grethe Heltberg (1911–1996), Bodil Udsen (1925–2008), Lise Østergaard (1924–1996)
- 1974: Tove Clemmensen (1915–2005), Vivi Flindt (* 1943), Vibeke Klint (* 1927), Ebba Lund (1923–1999), Ghita Nørby (* 1935), Gurli Plesner (1934–1993)
- 1975: Cecil Bødker (1927–2020), Anna Ladegaard (1913–2000), Anne Riising (1926–2017), Astrid Villaume (1923–1995)
- 1976: Mette Hønningsen (* 1944), Edith Reske-Nielsen (1918–2019), Lise Warburg (* 1932), Merete Westergaard (* 1938)
- 1977: Marie Bjerrum (1920–2001), Edith Brodersen (1934–1979), Edith Guillaume (1943–2013), Agnete Madsen (1923–1997)
- 1978: Elsa Grave (1918–2003), Ester Boserup (1910–1999), Inger Christensen (1935–2009), Sorella Englund (* 1945), Amalie Malling (* 1948), Ida Ørskov (1922–2007)
- 1979: Inger Ejskjær (1926–2015), Else Paaske (* 1941), Eva Sørensen (* 1940)

### 1980er Jahre
- 1980: Agnete Weis Bentzon (1918–2013), Bodil Gümoes (* 1935), Berit Hjelholt (1920–2016), Dorrit Willumsen (* 1940)
- 1981: Michala Petri (* 1958), Elin Reimer (1928–2022), Ulla Ryum (* 1937), Helle Thorborg (* 1927), Mette Warburg (1926–2015)
- 1982: Marie-Louise Buhl (1918–2006), Linda Hindberg (* 1955), Lis Jeppesen (* 1956), Alev Siesbye (* 1938), Elisabeth Westenholz (* 1942)
- 1983: Ellen Andersen (1937–2018), Bodil Gøbel (* 1934), Ann-Mari Max Hansen (* 1949), Vera Myhre (1920–2000)
- 1984: Lily Broberg (1923–1989), Margareta Mikkelsen (1923–2004), Inga Nielsen (1946–2008), Karin Nathorst Westfelt (1921–2013)
- 1985: Suzanne Brøgger (* 1944), Anne E. Jensen (1922–1999), Inger Lous (?–2004), Kirsten Olesen (* 1949), Hanne Varming (* 1939)
- 1986: Else Marie Bukdahl (* 1937), Annemarie Dybdal (* 1951), Anne Øland (* 1949)
- 1987: Rosalind Bevan (* 1947), Sys Hindsbo (* 1944), Kirsten Lehfeldt (* 1952), Dorte Olesen (* 1948), Hanne Marie Svendsen (* 1933)
- 1988: Inge Bjørn (* 1925), Inge Bønnerup (* 1940), Inger Dübeck (* 1933), Dea Trier Mørch (1941–2001)
- 1989: Lisbeth Balslev (* 1945), Karen-Lise Mynster (* 1952), Pia Tafdrup (* 1952)

### 1990er Jahre
- 1990: Martha Christensen (1926–1995), Karin Hammer (* 1943), Heidi Ryom (1955–2013), Margrete Sørensen (* 1949)
- 1991: Dyveke Helsted (1919–2005), Ulla Henningsen (* 1951), Nanna Hertoft (* 1936), Anita Jørgensen (* 1942), Bodil Wamberg (* 1929)
- 1992: Merete Barker (* 1944), Kirsten Hastrup (* 1948), Bohumila Jedlicková (* 1945)
- 1993: Vita Andersen (1942–2021), Tina Kiberg (* 1958), Brigitte Kolerus (1941–2001)
- 1994: Gudrun Boysen (* 1939), Ditte Gråbøl (* 1959), Kirsten Lee (* 1941), Kirsten Ortwed (* 1948)
- 1995: Kirsten Dehlholm (1945–2024) und Elisabeth Meyer-Topsøe (* 1953)
- 1996: Minna Skafte Jensen (* 1937) und Kirsten Thorup (* 1942)
- 1997: Inger Dam-Jensen (* 1964) und Kirsten Lockenwitz (* 1932)
- 1998: Maja Lisa Engelhardt (* 1956), Dorte Juul Jensen (* 1957), Silja Schandorff (* 1969)
- 1999: Vibeke Grønfeldt (* 1947) und Kirsten Nielsen (* 1943)

### 2000er Jahre
- 2000: Kirsten Christensen (* 1943) und Christina Åstrand (* 1969)[3]
- 2001: Anne Marie Løn (* 1947) und Linda Nielsen (* 1952)
- 2002: Bine Bryndorf (* 1969) und Dorte Dahlin (* 1955)
- 2003: May Schack (* 1953) und Paprika Steen (* 1964)
- 2004: Elisabeth Møller Jensen (* 1946)
- 2005: Vibeke Hjortdal (* 1961) und Bente Klarlund Pedersen (* 1956)
- 2006: Helene Gjerris (* 1968) und Nikoline Werdelin (* 1960)
- 2008: Lone Gram (* 1960)
- 2009: Ida Jessen (* 1964)

### 2010er Jahre
(Quelle: )
- 2010: Ulla Wewer (* 1953)
- 2011: Lene Burkard (* 1948)
- 2012: vermutlich verteilt, aber derzeit unbekannte Preisträgerin
- 2013: Annmarie Lassen (* 1961) (75.000 DKK)
- 2014: Helle Fagralid (* 1976)
- 2015: Bente Lange (* 1955)
- 2016: vermutlich verteilt, aber derzeit unbekannte Preisträgerin
- 2017: Lykke Friis (* 1969) und Bente Scavenius (* 1944)
- 2018: Mette Birkedal Bruun, Naja Marie Aidt (* 1963)
- 2019: Kirsten Klein (* 1945)